# Škodlar
Škodlar je priimek več znanih Slovencev:
- Borut Škodlar, psihiater in psihoterapevt, prof. MF
- Čoro (Franc) Škodlar (1902—1996), slikar, fotoreporter, restavator, politični zapornik, publicist
- Črt Škodlar (*1934), lutkar, režiser, filmar, humorist/satirik
- Nina Škodlar (prv. Iva(nka) Volarič) (1905—1988), učiteljica, knjižničarka, kulturna delavka, revolucionarka, politična zapornica
- Rok Škodlar, TV-snemalec
- Stane Škodlar (1938—2017), TV-snemalec, režiser
- Živa Škodlar-Vujić (*1942), umetnostna zgodovinarka, galeristka